# Kings Langley
Kings Langley est un village d'Angleterre à 34 km au nord-ouest du centre de Londres, sur le flanc sud des Chiltern Hills, qui fait maintenant partie de l'agglomération londonienne. Ce fut autrefois le lieu où se trouvait le palais royal des Plantagenêt, rois d'Angleterre. L'église du XIIe siècle abrite la tombe d'Edmond de Langley, duc d'York. La population comptait 5 291 habitants en 2021.